# Cheilosia antiqua
Cheilosia antiqua es una especie de sírfido. Se distribuyen por Europa.